# 阿薩迪體育館

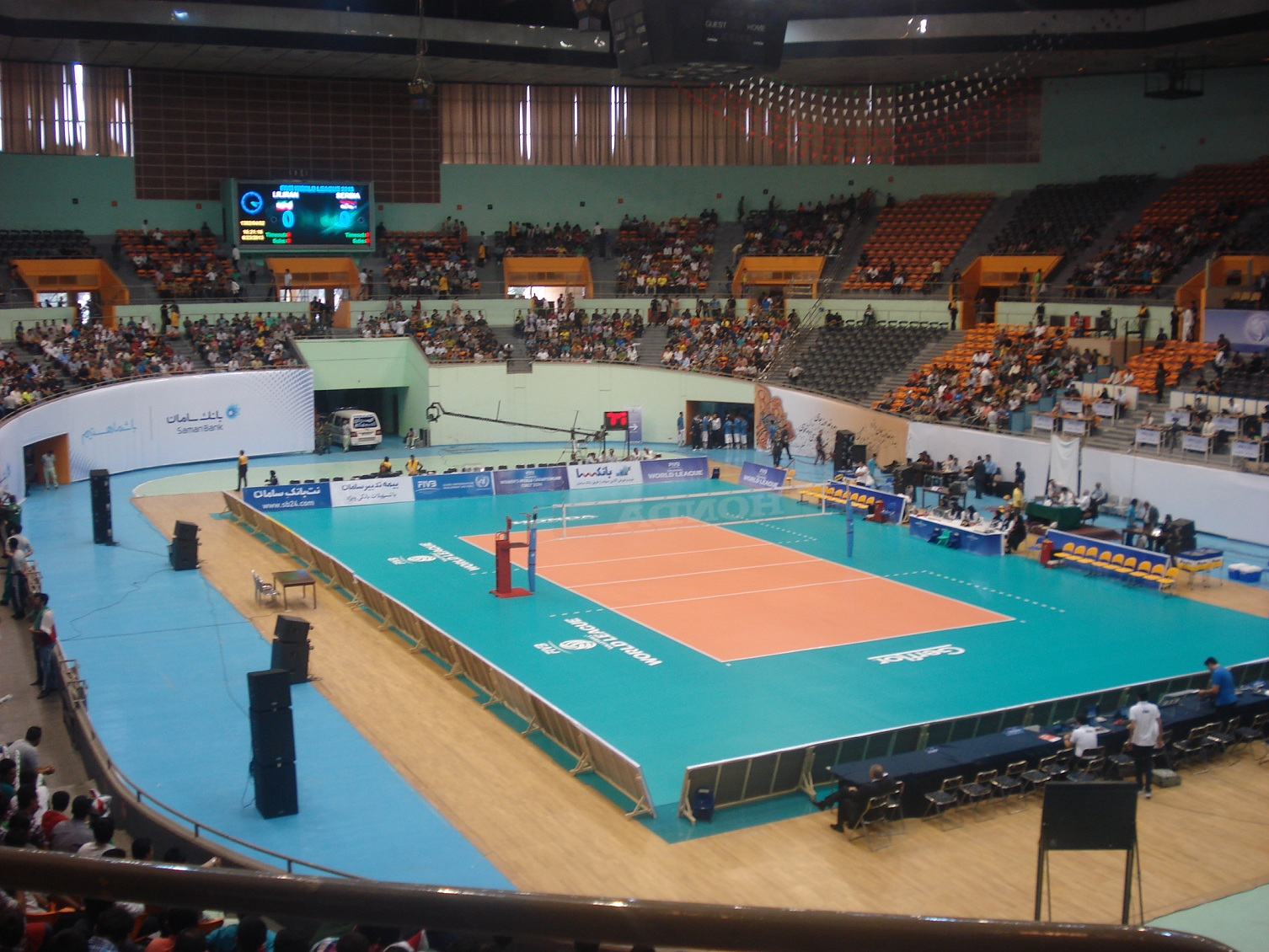

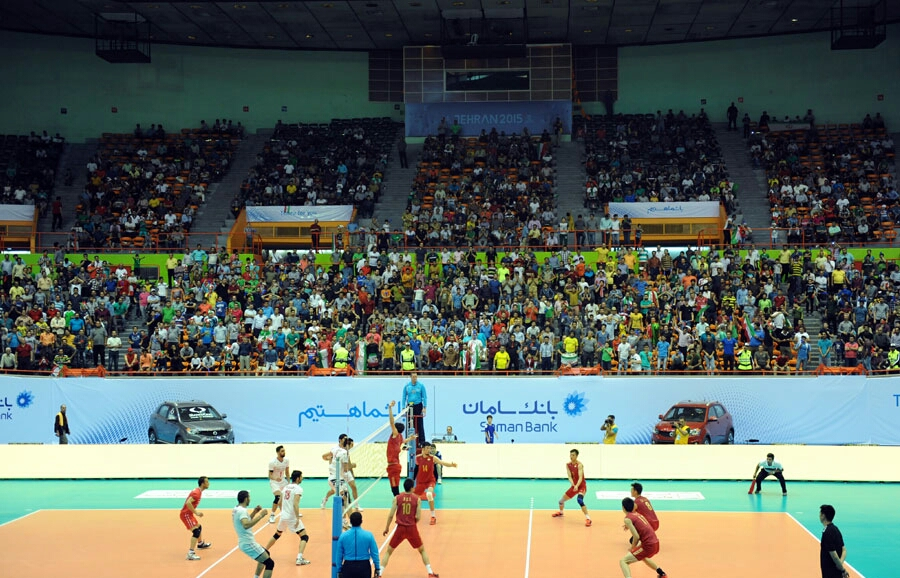

阿薩迪體育館，正式名稱為阿薩迪12,000容納人數館（波斯語：‎）是一座為於伊朗德黑蘭的體育館。體育場共有6583個座位，包含站立空間共可容納12000人。
阿薩迪體育館承辦了2014年角力世界盃男子希羅式比賽。

## 外部連結
- 體育館照片 （页面存档备份，存于）

35°43′20″N 51°16′10″E / 35.72222°N 51.26944°E